# 辻義文
辻 義文（つじ よしふみ、1928年2月6日 - 2007年2月11日）は、香川県生まれの日本の経営者。日産自動車の社長、会長、日本自動車工業会会長、日本経済団体連合会副会長を歴任。日産リバイバルプラン以前、1990年代の経営危機において、日産自動車座間工場閉鎖を始め大規模なリストラを敢行した。

## 経歴
香川県高松市出身。旧制高松中学、東京大学工学部を卒業後、1954年に日産自動車入社。生産畑を歩み、1992年同社社長就任、1996年に塙義一を後継社長として会長となり、日本自動車工業会の会長や日本経済団体連合会副会長も務めた。
石原俊、久米豊ら歴代日産社長の拡大路線による失敗を受けて社長となり、1990年代にかけて経営危機に陥った日産のリストラを推し進めた。日産自動車豪州工場、日産自動車座間工場を閉鎖、とくに1993年の座間工場の閉鎖は後の日産リバイバルプランの先鞭ともなったが、工場閉鎖と併せ5000人におよぶ人員削減により社会問題ともなった。
日産がルノー傘下となり、カルロス・ゴーンが社長に就任した1999年、「経営責任がある」として会長職を退任。
2003年、旭日大綬章を受賞。
2007年、大動脈瘤破裂により79歳で死去。

## 人物
- 公私混同を嫌い、品川の御殿山にあった社長用社宅でも私用部分と公邸部分をきっちりと分け、執務中は家族の立ち入りを禁止した。出張でも高級ホテルは使わず、会長退任後は日産本社に地下鉄で通勤していた[5]。公用車のプレジデントをあてがわれたが、個人所有の日産車を自ら運転することも多く秘書に咎められたという[5]。
- 座間工場閉鎖に関しては「座間の問題は改革の一部にすぎません。社会的な影響が大きいため目立ちますが、これだけで収益が改善するわけではない」「人に嫌われるような決定は先延ばししたいですが、日産の抱える問題は、今すぐ着手しても3年後でないと成果が現れないものが多い。辛い決断も下していかなければならない」と語っている[8]。座間工場閉鎖直後、辻の体重はストレスで10キロ以上落ちた[5]。
- 千葉利宏によれば、 セフィーロが日本カー・オブ・ザ・イヤーを逃すも、第1回自工会クラブ版カー・オブ・ ザ・イヤーという自動車産業記者会が納会の余興で始めたパロディー賞を受賞した時には大喜びで、ワープロで打っただけの消しゴム印の賞状を社長室に飾ったという[9]。
- 山本隆三によれば、「社長なんて長くやるものではないよ」と語っている。また山本がブルーバード・オーズィー（HAU12型） が欲しいと言ったところ、「追浜で陸揚げし試験運転を行っている最中に、ブレーキを踏んだら（シートが仮止めの状態で出荷したため）シートが吹っ飛んだ」のでお勧めしないと答えた[1]。それほどまでに日産豪州の品質は落ちていたという逸話として言及している[1]。
- 東大在学中は柔道部[1]。
- 死去に伴い「お別れの会」が新高輪プリンスホテルで開かれ、小泉純一郎や豊田章一郎を始め日産OBら約1300人が参列した[10]。
- 西川廣人は辻の社長、会長時代を通して秘書をしていた[1]。